# Anelaphus cordiforme
Anelaphus cordiforme es una especie de escarabajo longicornio del género Anelaphus, categorizada en la tribu Elaphidiini, de la subfamilia Cerambycinae. Fue descrita por Tyson en 2013.
Mide 14 mm de longitud. Esta especie cuenta con una marca en forma de corazón ubicada en el último tercio de sus élitros. Es de color marrón o marrón rojizo y las patas presentan una tonalidad más clara.
El período de vuelo para ejemplares adultos se presenta durante el mes de febrero.

## Distribución
Se distribuye por América Central, en Panamá, específicamente en la región del Darién.